# Commandos: Strike Force
Commandos: Strike Force — компьютерная игра в жанре стелс-шутера с элементами стратегии, разработанная Pyro Studios и изданная компанией Eidos Interactive в 2006 году.

## Обзор
Действие игры происходит в Европе и России во время Второй мировой войны. Отряд коммандос союзников выполняет различные задания на занятой немецкими войсками территории. В отличие от предыдущих игр серии, в Commandos: Strike Force в отряде осталось только три человека: Зелёный берет, Шпион и Снайпер. Каждый обладает уникальным набором умений, позволяющим выполнять задания различными способами.
В этой игре полностью изменился игровой процесс — вид теперь осуществляется от первого лица.

## Игровой процесс
В большинстве случаев игроку придётся выполнять диверсии на занятых немецкими войсками территориях, избегая обнаружения, однако некоторые миссии предполагают открытые боевые столкновения. Вид осуществляется от первого лица. В зависимости от числа предоставленных на миссию персонажей, игрок может переключаться между ними и по очереди управлять. Наиболее успешная тактика заключается в поочередном уничтожении солдат противника, не находящихся на линии обзора других солдат. Направление обзора противников можно видеть на миникарте в углу экрана. Поднятая тревога, в зависимости от миссии, может либо усложнить прохождение, либо полностью провалить задание.
В отличие от предыдущих игр серии, необходимости в маскировке трупов нет — через некоторое время они сами растворяются в воздухе.
За прохождение каждой миссии игрок набирает игровые очки. Очки начисляются за выполненные основные и дополнительные миссии, бесшумные убийства, выстрелы в голову и др. По количеству набранных очков за каждую пройденную миссию игрок получает в некотором смысле «наградные» звёзды. Если при прохождении игры игрок получил по 5 звёзд за каждую миссию, то для него становится доступной новая сложность игры — «Коммандос».

## Отзывы
| Сводный рейтинг | Сводный рейтинг | Сводный рейтинг | Сводный рейтинг |
| Издание         | Оценка          | Оценка          | Оценка          |
| Издание         | PC              | PS2             | Xbox            |
| --------------- | --------------- | --------------- | --------------- |
| GameRankings    | 63,85 %         | 62,44 %         | 63,22 %         |

Игра получила смешанные отзывы от критиков. Уменьшение числа персонажей и изменение игрового процесса вызвало недовольство у поклонников серии, так как игра стала похожа на «Call of Duty», и подобные шутеры, потеряли свою уникальность. Кроме того, нарекания вызвала графика в игре, ИИ персонажей (как союзников, так и врагов), физика игрового мира и сюжет, в результате чего игра заметно проигрывает другим играм подобного плана.